# 新維戈達
50°18′50″N 28°51′8″E / 50.31389°N 28.85222°E
新維戈達（烏克蘭語：Нова Вигода），是烏克蘭的村落，位於該國北部日托米爾州，由日托米尔區負責管轄，距離日托米尔16公里，始建於1930年，面積0.4平方公里，海拔高度208米，2001年人口91。